# Michele Gazzara
Michele Gazzara (Siracusa, 27 de setembre de 1990) és un ciclista italià professional des del 2015 i actualment a l'equip Sangemini-MG.Kvis.

## Palmarès
- 2010
  - Vencedor d'una etapa al Giro de la Vall d'Aosta
- 2011
  - 1r al Trofeu Ciutat de San Vendemiano
- 2014
  - 1r al Trofeu Alcide De Gasperi
- 2015
  - 1r al Giro del Medio Brenta
  - 1r al Trofeu internacional Bastianelli
  - 1r al Trofeu Sportivi di Briga
- 2016
  - 1r a la Coppa San Geo
- 2017
  - 1r al Giro del Medio Brenta
- 2018
  - 1r a la Volta a Albània i vencedor d'una etapa